# 路易·拉舍納爾
路易·拉舍納爾（法語：Louis Lachenal，1921年7月17日—1955年11月25日）是一名法國登山家，為首次登上8000公尺以上山峰的兩名登山家之一。1950年6月3日，他與莫里斯·荷索一起登上位於尼泊爾的安納布爾納一號峰頂，高度為8091公尺。在此之前，他曾於1947年與利昂內爾·泰雷一起二度登上艾格峰的北面。1955年11月25日，他在勃朗峰霞慕尼的Vallee Blanche滑學場滑雪時，因掉進一個被雪覆蓋的裂縫中而死亡。勃朗峰山脈的拉舍納爾峰即以他的名字所命名。

## 外部連結
- "Tragic Study in French Movie Tells of Victory" （页面存档备份，存于）, 1953 Life Magazine account of their victorious climb.
- "Louis Lachenal – The Star That Fell to Earth" （页面存档备份，存于）, article about his death.
- "Mountain Claims Famous Climber" （页面存档备份，存于）, Life Magazine article about his death.